# Turbomeca Artouste
Turbomeca Artouste byl francouzský turbohřídelový motor, vzniklý roku 1947. Původně byl zamýšlen jako auxiliary power unit (APU), ale brzy začal být užíván jako pohonná jednotka letadel. V 50. letech 20. století našel uplatnění u vrtulníků. V licenci jej vyráběly firmy Blackburn (později Bristol Siddeley) ve Spojeném království, Hindustan Aeronautics Limited v Indii a americká společnost Continental CAE vyvinula vlastní verzi Continental T51. Výkon jeho různých variant se typicky pohyboval v oblasti okolo 300  kW (400 hp).

## Varianty
- Artouste I
- Artouste II
- Artouste IIB
- Artouste IIC
  - Výkon 373 kW (500 hp)[1]
- Artouste IIC6
- Artouste IIIB
  - Výkon 410 kW (550 hp)[1]
- Continental T51
  - Licenční varianta vyráběná v USA
- Turbomeca Marcadau
  - Turbovrtulová varianta odvozená z verze Artouste II s výkonem 300 kW (402 hp) při reduktorovém poměru 2,3:1

## Použití

### Artouste
- Aérospatiale Alouette II
- Aérospatiale Alouette III
- Aérospatiale Lama
- Aerotécnica AC-14
- Atlas XH-1 Alpha
- Handley Page Victor (APU)
- Hawker Siddeley Trident (APU)
- IAR 316
- IAR 317
- Nord Norelfe
- Piasecki VZ-8 Airgeep
- SNCASO Farfadet
- Vickers VC10 (APU)

### Marcadau
- Morane-Saulnier Épervier

## Vystavené exempláře
Turbomeca Artouste je veřejně vystaven v:
- The Helicopter Museum ve Westonu, Spojené království
- Aviodrome, letiště Lelystad, Nizozemsko

## Specifikace

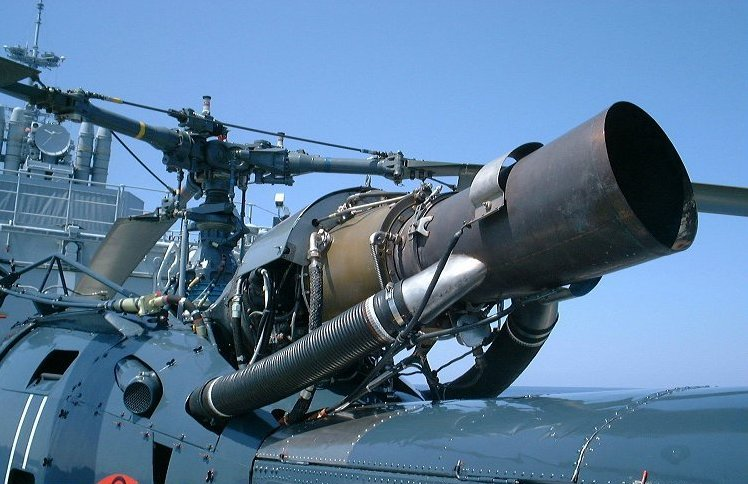
Motor Turbomeca Artouste instalovaný v Alouette III

Platí pro Artouste IIC

### Technické údaje
- Typ: turbohřídelový motor
- Délka: 1 440 mm
- Průměr: 545 mm na výšku, 390 mm na šířku
- Hmotnost suchého motoru: 115 kg

### Součásti
- Kompresor: jednostupňový odstředivý
- Spalovací komora: prstencová
- Turbína: třístupňová axiální
- Palivo: letecký kerosin podle normy AIR 3405
- Systém mazání: tlakové, olej dle normy AIR 3512

### Výkony
- Maximální výkon: 372,85 kW (500 hp) při 3 400 otáčkách za minutu (vzletový)
- Spotřeba paliva: 153 kg/hod, při maximálním trvalém výkonu
- Poměr výkon/hmotnost: 3,24 kW/kg